# Джордан, Луи
Лу́и То́мас Джо́рдан (англ. Louis Thomas Jordan; 8 июля 1908, Бринкли, Арканзас, США — 4 февраля 1975, Лос-Анджелес, Калифорния, США) — американский джазовый и эстрадный музыкант — руководитель биг-бенда, певец, саксофонист.
В 1940-е годы стал популярен, как «Король Джукбокса». По оценке журнала «Биллборд», входит в пятёрку самых успешных негритянских исполнителей за всё время составления американских чартов. Журнал «Роллинг Стоун» включил Джордана в свой список величайших артистов эпохи рок-н-ролла.

## История

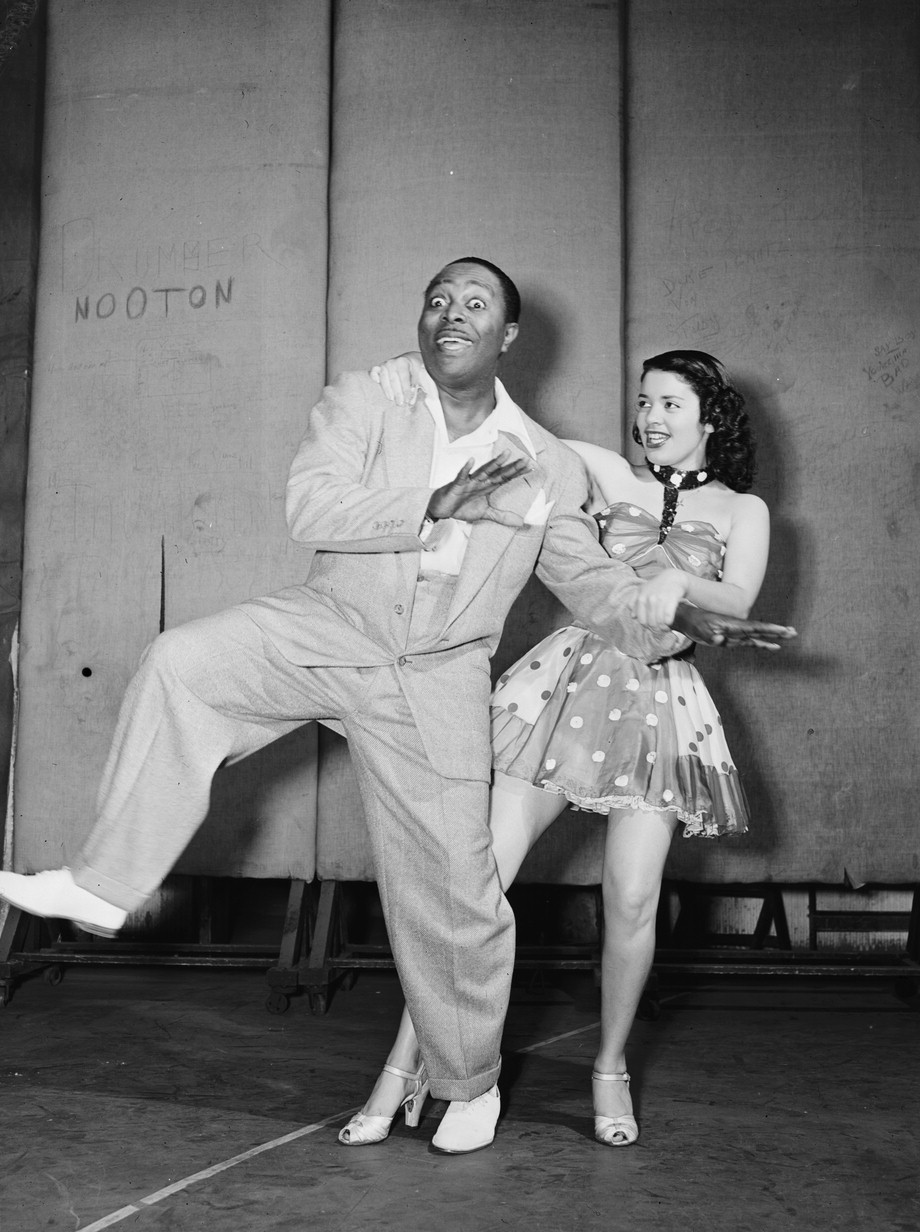
В Нью-Йорке, июль 1946.
Фото: В. Готтлиба

Джордан начинал в 1930-е гг. как руководитель биг-бэнда, игравшего свинг. Популярность его биг-бэнда уступала лишь оркестрам Дюка Эллингтона и Каунта Бэйси. В 1940-е гг. он разрабатывает более камерный, динамичный, танцевальный гибрид свинга, блюза и буги-вуги — так называемый «джамп-блюз». Его записи тех лет — такие, как «Is You Is or Is You Ain’t My Baby» (1944) и «Caldonia» (1945), — исполнялись небольшими группами из пяти-шести музыкантов.
В джамп-блюзовых работах Джордан обращается к темам современной городской жизни, слова его песен полны юмора и приземлённы, вокал отличается своеобразной подачей (выкрикивание отдельных слов, «проглатывание» некоторых слогов и т. д.) В музыкальном отношении упор делается на ритмическую секцию (пианино, ударные, электрогитара, электроорган). Все эти нововведения делают Джордана важнейшим предшественником рок-н-ролла.

## Цитаты
Когда Джеймса Брауна спросили, насколько на него повлиял Джордан, тот ответил:
«Во всех отношениях. Он мог петь, он мог танцевать, он мог играть, он мог выступать на сцене. Всё это он мог».